# Haus Vogelsang

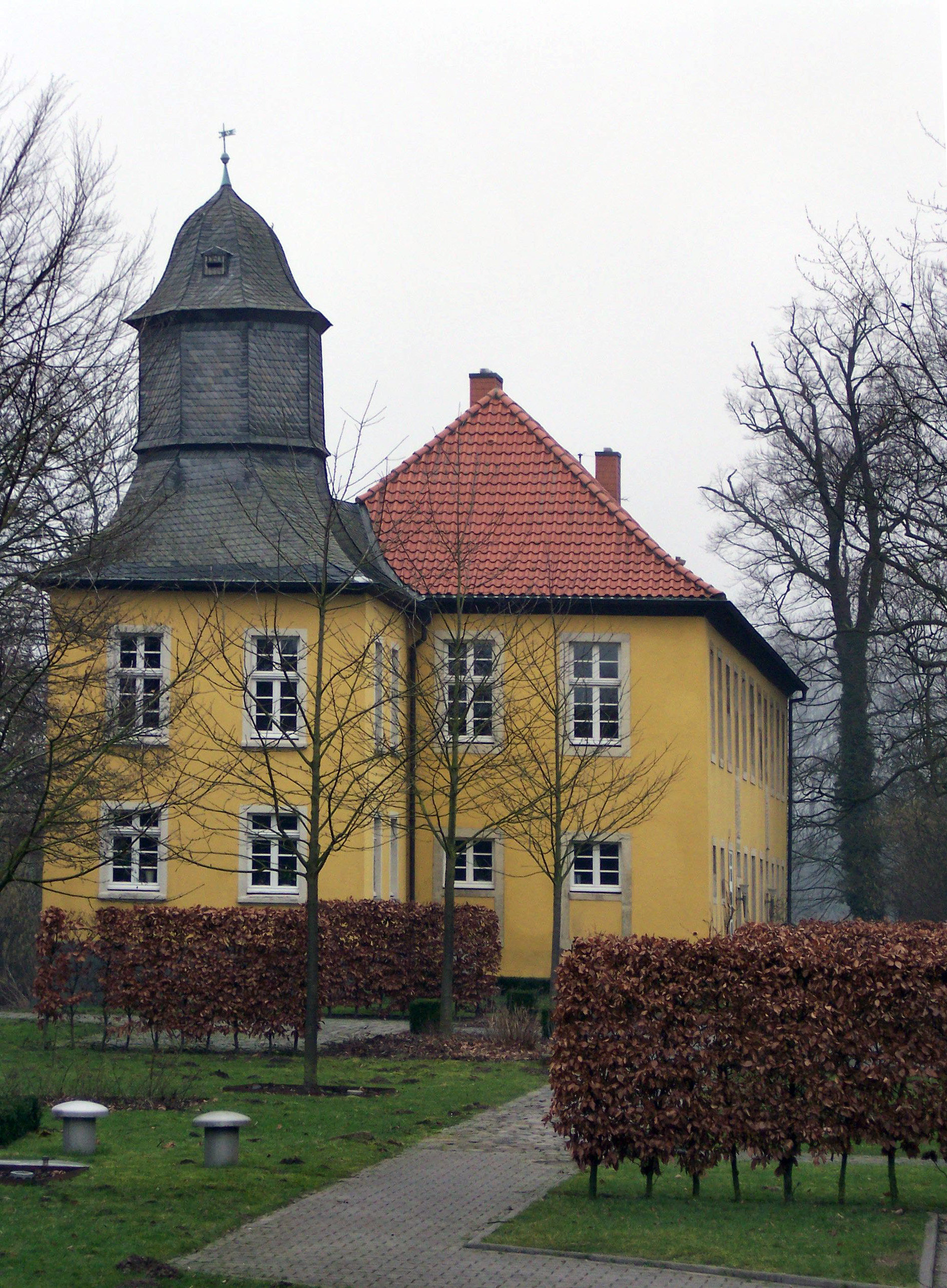
Barockes Vorburggebäude des Hauses Vogelsang

Haus Vogelsang ist ein ehemaliger Adelssitz südlich der Lippe im Dattelner Stadtteil Ahsen. Das Haus war namensgebend für die in der Nähe lippeaufwärts gebaute Schleuse Vogelsang und steht als Baudenkmal unter Denkmalschutz. In der Nähe der Anlage liegt die Insel, auf der früher das Haus Rauschenburg stand.
Das Anwesen ist heute Sitz eines Betriebs für Grünflächenmanagement und beherbergt Büros sowie technische Einrichtungen. Es kann nur von außen besichtigt werden.

## Geschichte
Haus Vogelsang war ein mittelalterliches festes Haus, das in einer ersten Bauphase auf einer künstlichen Insel errichtet worden war. Vermutlich in einer zweiten Bauphase wurde der Hausteich samt südlich davon liegender Vorburg durch einen Wassergraben mit ovaler Form umgeben. Die Anlage war im Besitz des 1331 erstmals erwähnten Konrad von Rechede, der Haus Vogelsang von Ludwig II. von Hessen, dem Fürstbischof von Münster, als Lehen erhalten hatte. Konrad war Erbmarschall des Hochstifts Münster und stand somit der Ritterschaft des Fürstbistums vor. Um 1350 verkaufte er aber die Erbmarschallswürde an Johann II. von Morrien. 1366 wurde das Lehen an Johann Sobbe genannt Coelre und seine drei Söhne übertragen. Diese Familie blieb rund 150 Jahre lang Besitzerin, ehe 1514 Gerhard Dobbe aus dem Adelsgeschlecht Dobbe mit dem Anwesen belehnt wurde.

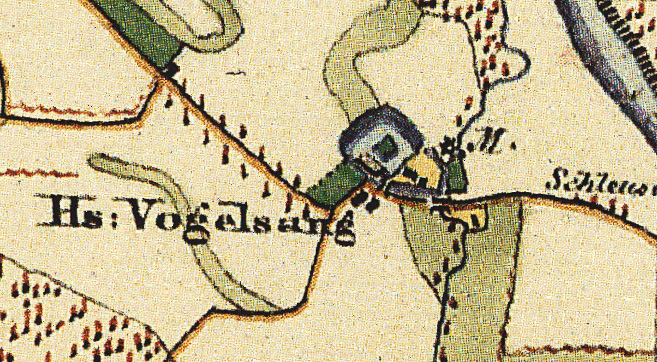
Haus Vogelsang auf der preußischen Uraufnahme von 1842 (heutiges Blatt 4309 Recklinghausen)

Adelheid Katharina, die Erbtochter aus der Ehe Wilhelm Dobbes und seiner Frau Anna Maria von Velen, brachte den Besitz durch ihre Heirat im Jahr 1650 an die Familie ihres Mannes, Dietrich von Brabeck zu Hackfurt und Lohaus. Im Jahr 1718 wurde das Anwesen versteigert, neuer Besitzer wurde ein Mitglied der Familie von Westerholt, das die Anlage aber noch im selben Jahr an Ferdinand von Plettenberg, den Eigentümer von Schloss Nordkirchen, verkaufte. Ungefähr aus jener Zeit stammt das Aussehen des östlichen Vorburggebäudes. Aber das Haus verblieb nicht lange in Plettenberger Besitz, denn es wurde spätestens 1723 an den Hildesheimer Domscholaster Jobst Edmund von Brabeck veräußert und gelangte damit zurück an diese Familie. Jobst Edmund brachte das Haus zusammen mit etlichen anderen Besitzungen in Westfalen in einen Familienfideikommiss ein, der vorsah, dass die Brabeckschen Güter an die Familie von Twickel zu Havixbeck fallen sollten, wenn die Familie von Brabeck im Mannesstamm aussterben sollte. Die von Brabeck führten die Anlage im 18. Jahrhundert als landwirtschaftlichen Großbetrieb, zusätzlich besaß Haus Vogelsang Zoll- und Fischereirechte auf der Lippe sowie eine Fährbefugnis und Jagdrechte. 1783 erwarben die von Brabeck auch das weniger als drei Kilometer entfernt liegende Haus Rauschenburg vom Hildesheimer Domkapitel.
An der Lippe beim Haus Vogelsang bestand am Ende des 18. Jahrhunderts eine kleine Werft, auf der Lippeaaken gebaut wurden. Im Zuge der Schiffbarmachung der Lippe von 1816 bis 1826 wurde beim Haus Vogelsang eine steinerne Schleuse gebaut.
Die Bestimmungen des Fideikommisses kamen 1817 mit dem Tod des ledigen und kinderlosen Grafen Clemens von Brabeck, mit dem die Familie im Mannesstamm ausstarb, zum Tragen. Allerdings kam es zum Streit über das Erbe, denn Clemensʼ Schwester Philippine und deren Mann Andreas Otto Henning zu Stolberg-Stolberg beanspruchten das Haus Vogelsang für ihren Sohn Botho Felix. Schlussendlich kam es zu einem Vergleich zwischen den Streitparteien, und Vogelsang kam an Clemens August von Twickel, Haus Rauschenburg hingegen an Andreas zu Stolberg-Stolberg, der es am 12. Juli 1827 für 20.000 Reichstaler an Clemens August von Twickel verkaufte.
1941 endete das letzte Pachtverhältnis und Rudolf von Twickel setzte einen landwirtschaftlichen Verwalter ein. Im nördlichen Teil des Wirtschaftsgebäudes wurde eine große Wohnung ausgebaut, einerseits für den Gutshaushalt, andererseits für den Verwalter und seine Familie. In das Herrenhaus zog ein Verwandter derer von Twickel mit seiner Familie ein, die bis 1956 dort wohnte. Nach kurzem Leerstand mietete eine katholische Organisation aus Bochum-Gerthe das Haus und betrieb dort ein Berglehrlings-Erholungsheim. In dieser Zeit wurde im oberen Turmzimmer eine kleine Kapelle eingerichtet. 1989 verkaufte die Familie von Twickel das Anwesen an die Ruhrkohle AG, die den alten Gutshaushalt und die Stallungen zu Wohnungen umbaute und das Herrenhaus bis heute als Bürogebäude nutzt.

## Beschreibung

Lageplan des Hauses Vogelsang

Kern des Hauses Vogelsang war ein kleines festes Haus, das auf einer etwa 22 × 22 Meter messenden, quadratischen Insel inmitten eines großen Hausteichs stand. Sein Aussehen ist nicht überliefert, und bereits 1842 existierte es nicht mehr, denn die preußische Uraufnahme aus jenem Jahr zeigt die Insel bereits ohne jegliche Bebauung. Heute ist sie von Bäumen umstanden und kann über eine lange Holzbrücke erreicht werden. Die einstige Bebauung konnte anhand von wenigen Fundamentresten auf der Insel nachgewiesen werden. Bemerkenswert ist, dass die Existenz von Haus Vogelsang zwar durch Lehensurkunden bis in das 14. Jahrhundert zurückverfolgt werden kann, die Anlage aber erst auf einer Karte aus dem Jahr 1796 zum ersten Mal abgebildet wurde.
Südlich und westlich der Hauptinsel lagen die Wirtschaftsgebäude der inneren Vorburg, die – gemeinsam mit dem Hausteich – rundherum von einer durch den Klosterner Mühlenbach gespeisten Gräfte umgeben waren. Der Wassergraben ist heute – mit Ausnahme des südöstlichen Teilabschnitts – noch erhalten. Von der inneren Vorburg ist nur ein zweigeschossiger Barockbau aus dem 18. Jahrhundert noch nicht modern überbaut. Das langgestreckte Gebäude ist verputzt und besitzt einen gelben Anstrich. Seine zwei Geschosse sind von einem Walmdach bedeckt. Die Längsseiten des Baus sind durch Fenster in elf Achsen unterteilt, wobei das Erdgeschoss auf der zur Insel gewandten Seite anstatt zweier Fenster Eingangstüren mit Oberlichtern aufweist. Darüber befinden sich große Wappensteine. An der Südecke des Hauses steht ein zweigeschossiger, quadratischer Eckturm mit einer geschweiften, schiefergedeckten Haube.

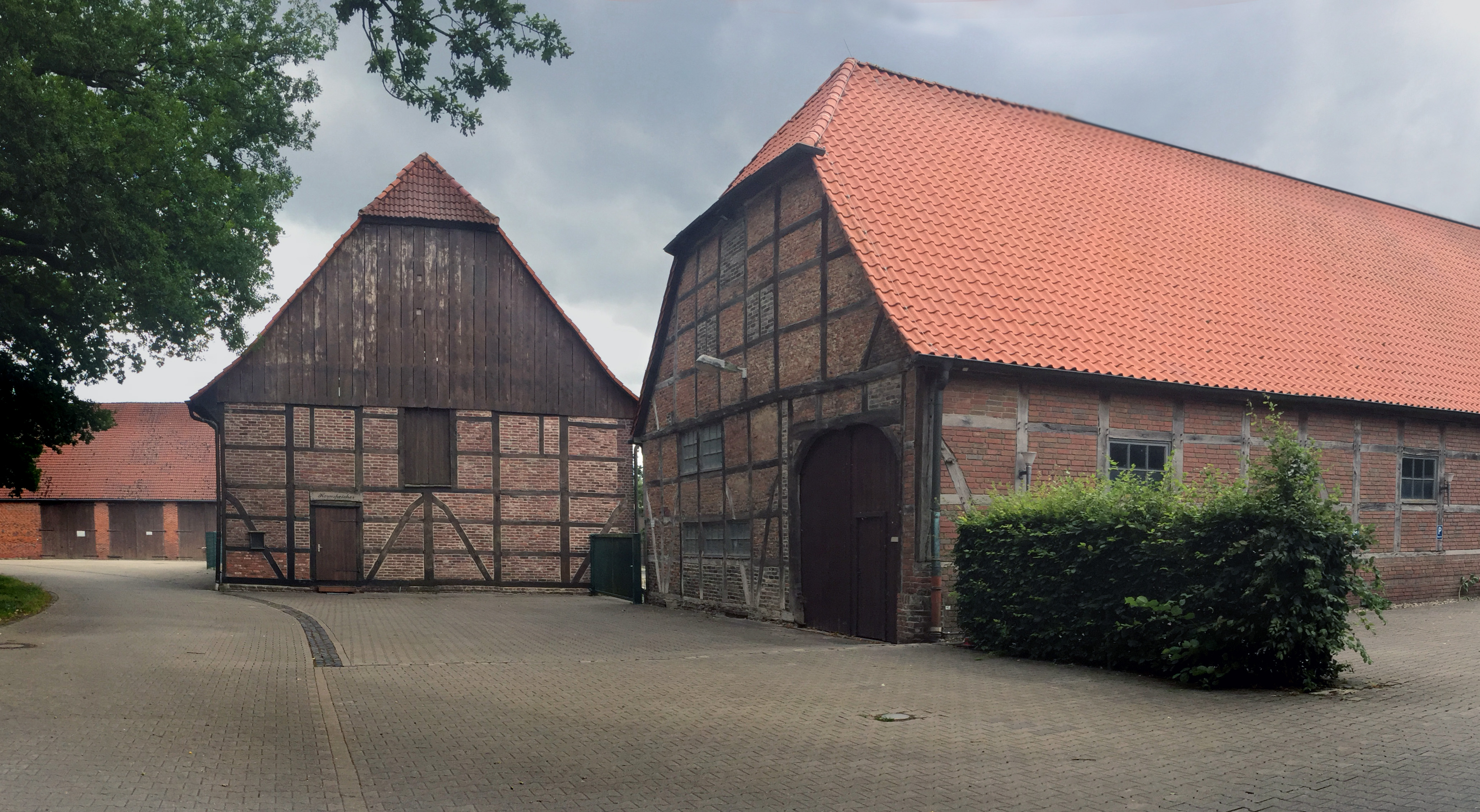
Wirtschaftsgebäude in der äußeren Vorburg,
links die Fachwerkscheune aus den 18. Jahrhundert

Außerhalb der Gräfte liegt im Südwesten an der Zufahrt zur Anlage eine äußere Vorburg mit weiteren Ökonomiegebäuden, wovon eine Fachwerkscheune aus dem 18. Jahrhundert das älteste ist. In ihrem Dachstuhl sind Teile aus noch älteren Gebäuden verbaut. Im rechten Winkel zur Scheune steht ein Wohn- und Wirtschaftsgebäude aus Backstein mit einem Krüppelwalmdach.
Zu Haus Vogelsang gehört auch eine alte Wassermühle mit nördlich anschließendem, kleinem Gartenareal, die außerhalb der Gräfte im Osten der Anlage liegen. Das Mühlrad wurde durch Aufstauung des Klosterner Mühlenbachs betrieben. Der zweigeschossige Mühlenbau besteht aus Fachwerk und besitzt ein hohes, ziegelgedecktes Walmdach. Seine Gefache sind mit Backstein ausgemauert.